# 图雪
图雪（法語：Toussieu，法語發音：[tusjø]）是法国罗讷省的一个市镇，属于里昂区。

## 地理
图雪（45°39'16"N, 4°59'6"E）面积5.02 平方千米，位于法国奥弗涅-罗讷-阿尔卑斯大区罗讷省，该省份为法国中东部省份，北起顺时针与索恩-卢瓦尔省、安省、里昂大都会、伊泽尔省和卢瓦尔省接壤。
与图雪接壤的市镇（或旧市镇、城区）包括：圣皮埃尔德尚迪约、米永斯。
图雪的时区为UTC+01:00、UTC+02:00（夏令时）。

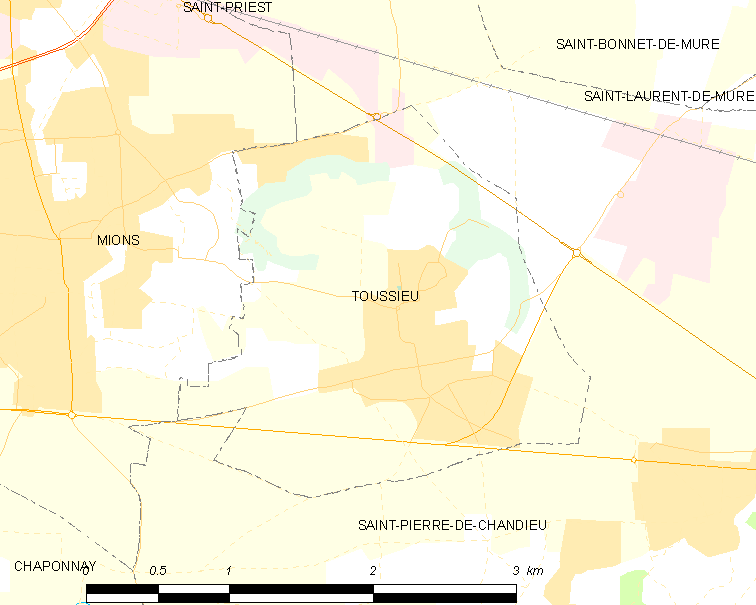
图雪的OSM定位图

## 行政
图雪的邮政编码为69780，INSEE市镇编码为69298。

## 政治
图雪所属的省级选区为热纳斯县。

## 人口

1962-2008年间图雪人口变化图示

图雪于2022年1月1日时的人口数量为3186人。